# Zoque (alimento)

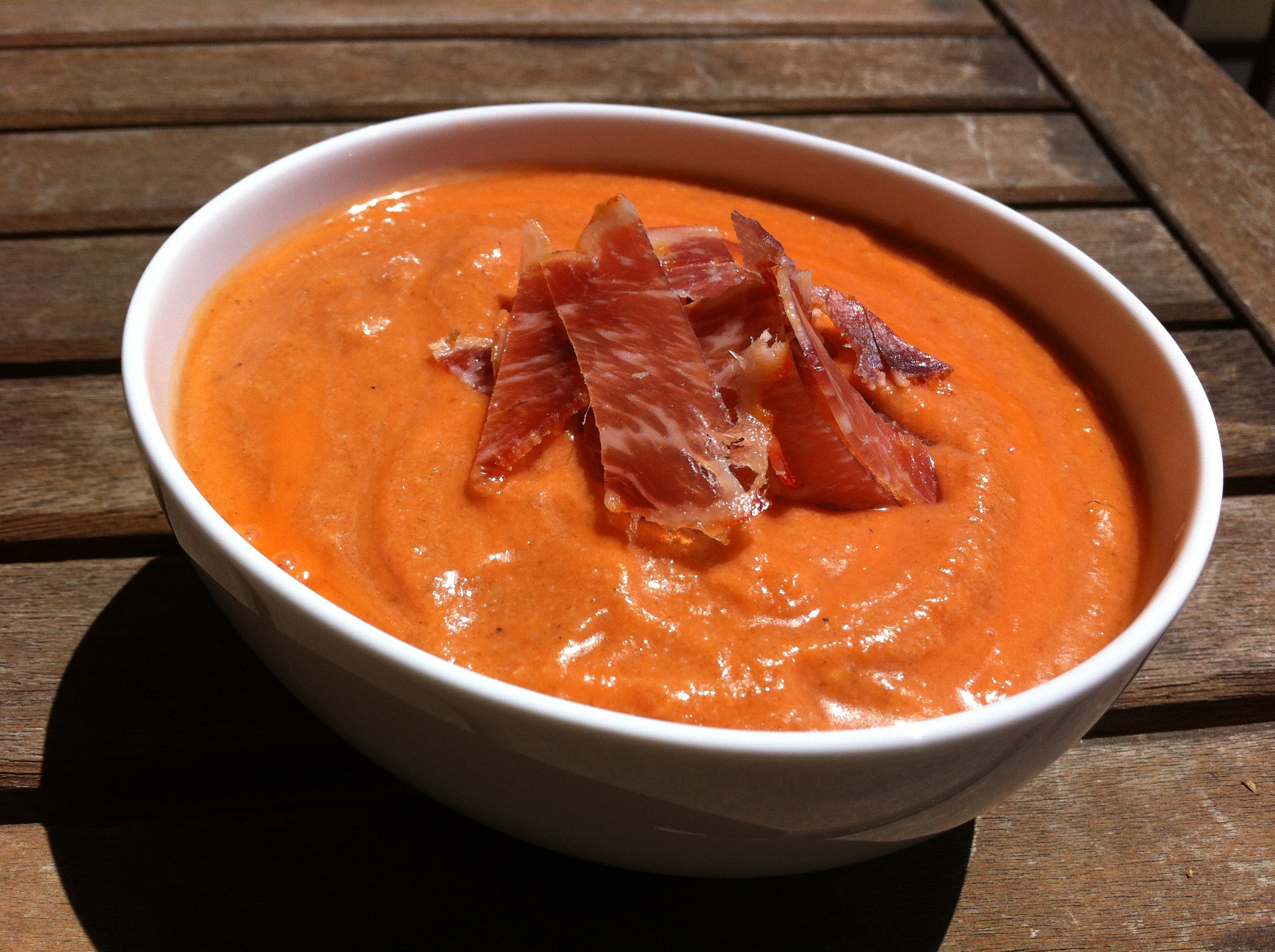
Un zoque con sus estructura cremosa.

El zoque (denominado también como zoque malagueño) es una variante del gazpacho andaluz muy popular en Málaga. Es una sopa fría que posee como ingredientes principales de hortalizas de color rojo como puede ser: el tomate, el pimiento (de color rojo), zanahoria, etc. Incluye también ajo. Se diferencia del gazpacho andaluz en el empleo de ajo (majado) y de zanahoria, además de presentar una textura más espesa que lo habitual. Se suele servir fresco y con elementos sólidos como pueden se gambas o jamón. 

## Preparación y características
Una de las principales características del Zoque es su abundante cremosidad. La palabra zoque tiene su origen en el idioma árabe: Suqat que significa: desecho u objeto sin valor. Indicando el uso que se hace del pan duro como uno de sus ingredientes. A veces suele servirse antes de platos de pescado típicos malagueños, a veces como simple acompañamiento. Es costumbre según algunos comensales que se sirva acompañado de uvas. Presenta la variedad de pasarlo por un colador antes de ser servido. En la localidad malagueña de Benamargosa se elabora sin el ingrediente tomate y se incluye en su lugar unos limones denominados “cascarúos” ("limón de pera" variedad del Citrus medica).